# Tristach
Tristach è un comune austriaco di 1 386 abitanti nel distretto di Lienz, in Tirolo. All'interno del territorio comunale si trova il Tristacher See, un piccolo lago.